# NH Chess Tournament
Het NH Chess Tournament was een schaaktoernooi dat tussen 2006 en 2010 jaarlijks in augustus in Amsterdam gehouden werd. De locatie van het toernooi was het Grand Hotel Krasnapolsky, dat onderdeel is van de Spaanse hotelketen NH Hotels. Ondernemer en schaakliefhebber Joop van Oosterom financierde het toernooi.

## Algemeen
Tijdens het NH Chess Tournament nemen vijf ervaren, oudere schakers (het zogeheten Experience Team) het in een Scheveningen-systeem op tegen jong talent (de Rising Stars). Iedere speler van het ene team neemt het twee keer op tegen elke speler van het andere team. In totaal speelt iedereen 10 partijen.
Het toernooi is een invitatietoernooi. Dat wil zeggen dat alleen deelnemers die door de organisatie een uitnodiging hebben gekregen, mogen meedoen aan het toernooi. Het speeltempo van de partijen is 40 zetten in 120 minuten, plus 30 minuten extra tijd met een toevoeging van 30 seconden per zet.
Dirk Jan ten Geuzendam was tijdens de laatste drie edities de toernooidirecteur.
De beste speler van de Rising Stars kreeg een uitnodiging om mee te doen aan het Amber Rapid and Blindfold Chess Tournament in Monaco.

## Uitslagen

### 2006
| Experience Team     | Score | Rising Stars      | Score |
| ------------------- | ----- | ----------------- | ----- |
| Alexander Beliavsky | 6½    | Magnus Carlsen    | 6½    |
| Ljubomir Ljubojević | 4½    | Sergej Karjakin   | 6     |
| Ulf Andersson       | 4     | Wang Hao          | 5½    |
| Artoer Joesoepov    | 3½    | Daniël Stellwagen | 5     |
| John Nunn           | 3½    | Jan Smeets        | 5     |
| Totaal:             | 22    | Totaal:           | 28    |

### 2007
| Experience Team     | Score | Rising Stars      | Score |
| ------------------- | ----- | ----------------- | ----- |
| Artoer Joesoepov    | 5½    | Sergej Karjakin   | 7     |
| Predrag Nikolić     | 5½    | Ivan Tsjeparinov  | 6     |
| Aleksandr Chalifman | 5     | Jan Smeets        | 5½    |
| Alexander Beliavsky | 4     | Daniël Stellwagen | 4½    |
| Ljubomir Ljubojević | 3½    | Parimarjan Negi   | 3½    |
| Totaal:             | 23½   | Totaal:           | 26½   |

### 2008
| Experience Team     | Score | Rising Stars      | Score |
| ------------------- | ----- | ----------------- | ----- |
| Simen Agdestein     | 4     | Wang Yue          | 8½    |
| Jevgeni Barejev     | 4     | Ivan Tsjeparinov  | 7½    |
| Ljubomir Ljubojević | 3½    | Fabiano Caruana   | 6½    |
| Artoer Joesoepov    | 2½    | Erwin l’Ami       | 6     |
| Viktor Kortschnoi   | 2½    | Daniël Stellwagen | 5     |
| Totaal              | 16½   | Totaal:           | 33½   |

### 2009
| Experience Team     | Score | Rising Stars      | Score |
| ------------------- | ----- | ----------------- | ----- |
| Peter Heine Nielsen | 6½    | Jan Smeets        | 6     |
| Pjotr Svidler       | 6     | Fabiano Caruana   | 5     |
| Ljubomir Ljubojević | 5½    | Daniël Stellwagen | 4½    |
| Alexander Beliavsky | 5     | Hou Yifan         | 3½    |
| Loek van Wely       | 4½    | Hikaru Nakamura   | 3½    |
| Totaal:             | 27½   | Totaal:           | 22½   |

### 2010
| Experience Team     | Score | Rising Stars    | 6  |
| ------------------- | ----- | --------------- | -- |
| Boris Gelfand       | 7     | Hikaru Nakamura | 6  |
| Pjotr Svidler       | 5½    | Anish Giri      | 6  |
| Peter Heine Nielsen | 4     | Fabiano Caruana | 5  |
| Loek van Wely       | 4     | David Howell    | 4½ |
| Ljubomir Ljubojević | 3½    | Wesley So       | 4½ |
| Totaal:             | 24    | Totaal:         | 26 |

Omdat Nakamura en Giri op hetzelfde aantal punten eindigden, speelden zij een tweekamp blitzpartijen. Nakamura won deze confrontatie met 2-0 en kwalificeerde zich daarmee voor het Ambertoernooi.

## Beste Rising Star

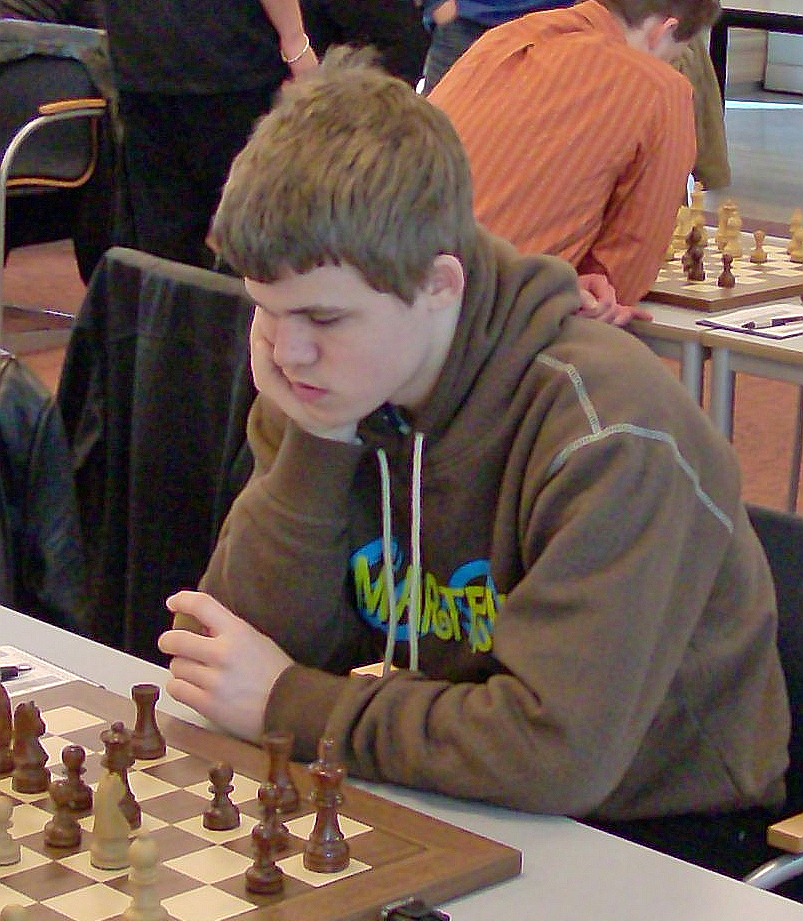
2006: Magnus Carlsen
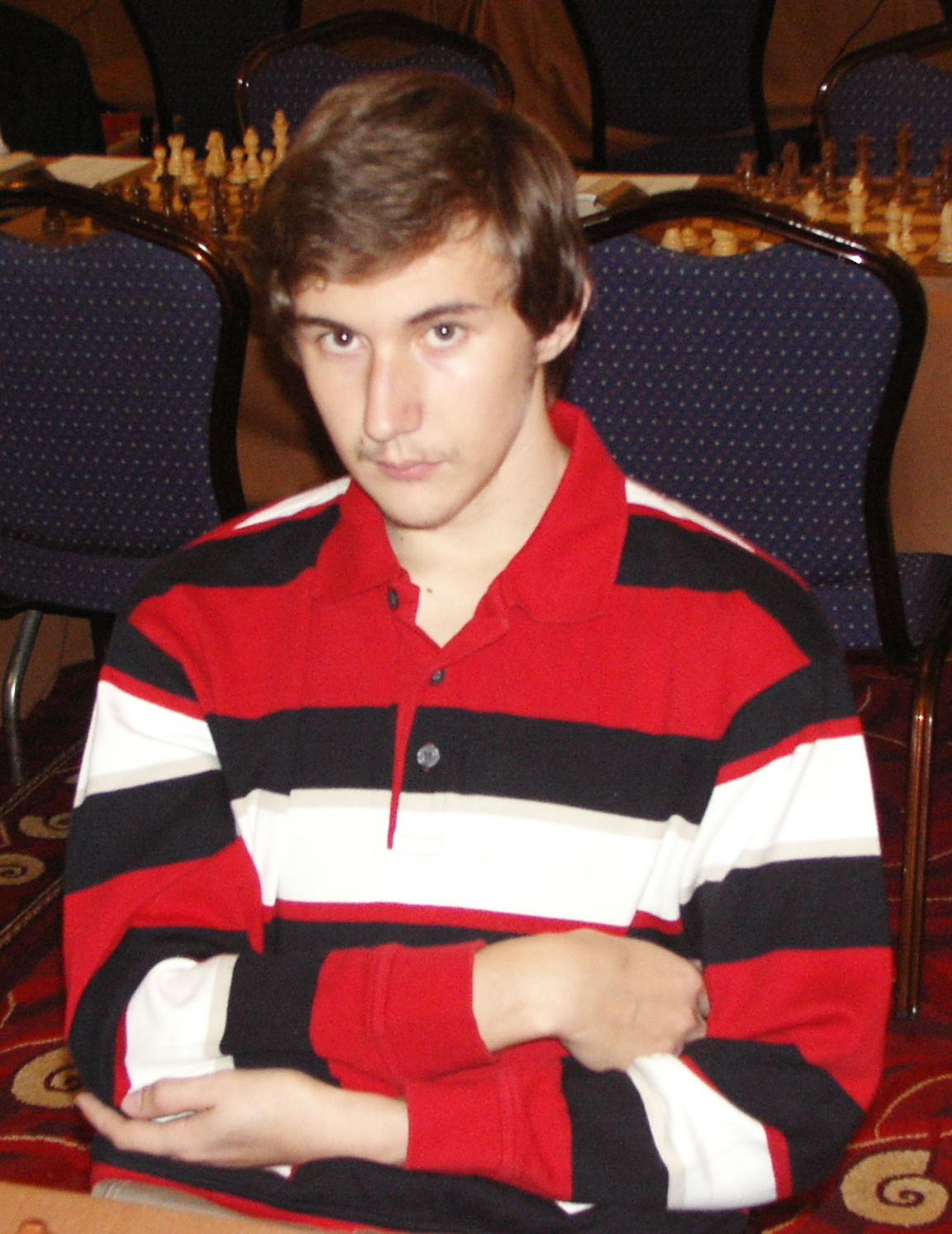
2007: Sergej Karjakin
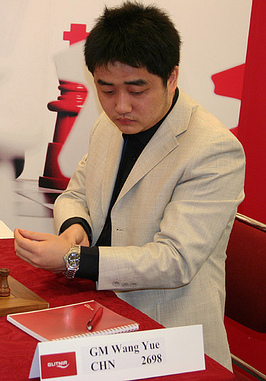
2008: Wang Yue
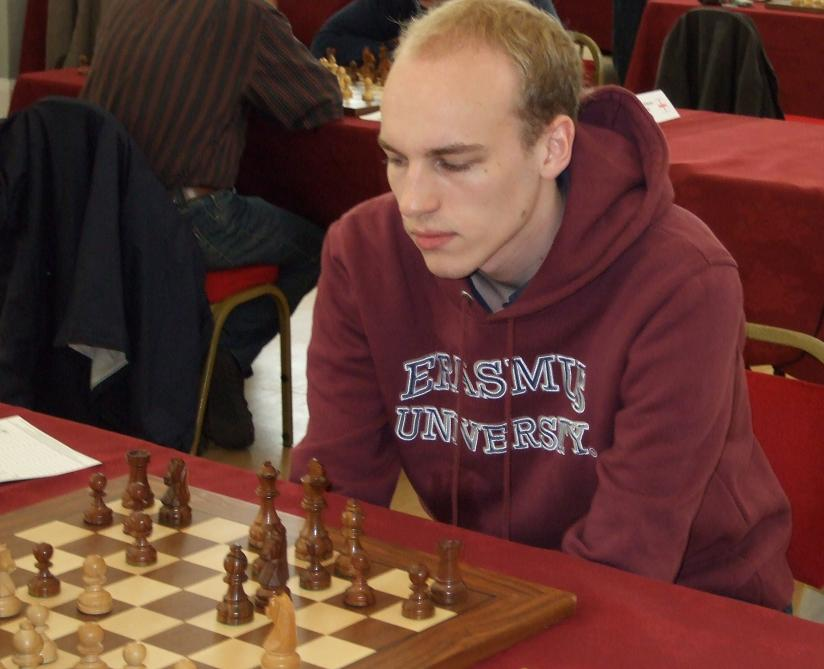
2009: Jan Smeets
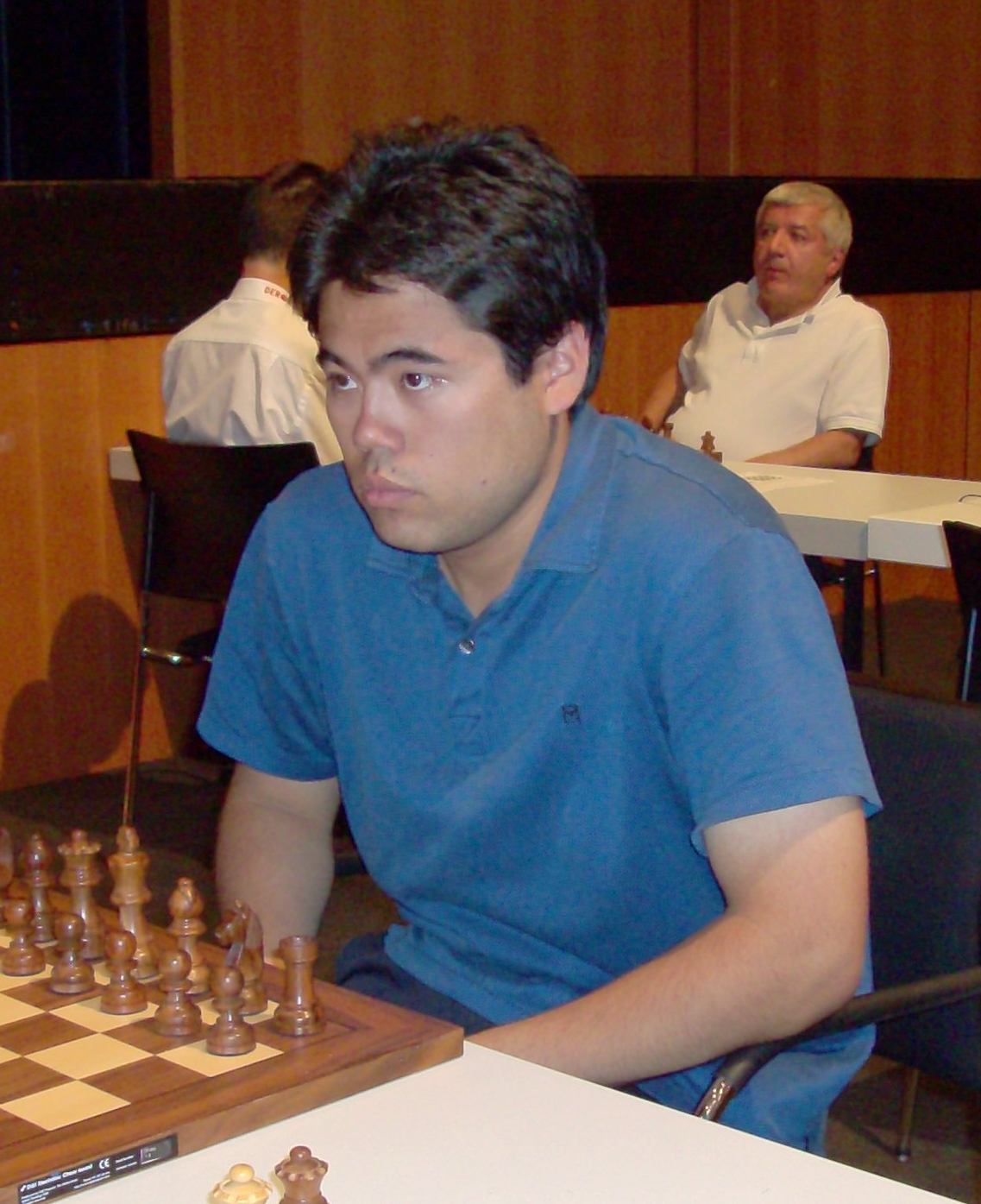
2010: Hikaru Nakamura